# Gempenach
Gempenach (franska: Champagny) är en ort i kommunen Murten i kantonen Fribourg, Schweiz. Orten var före den 1 januari 2022 en egen kommun, men inkorporerades då tillsammans med Clavaleyres och Galmiz in i kommunen Murten.